# 제인 도 (영화)
《제인 도》(영어: The Autopsy of Jane Doe)는 2016년에 개봉한 영국, 미국의 초자연 공포 영화이다. 안드레 외브레달의 첫 영어 영화 연출작이다. 브라이언 콕스와 에밀 허시가 제인 도(신원 미상 여성)를 검시하며 초자연 현상을 겪는 부자를 연기하였다.
평단으로부터 대체로 긍정 평가를 받았다.

## 줄거리
한 작은 마을 부검실에서 검시관과 그의 아들이 밤새워 어느 제인 도의 검시를 진행한다. 제인 도의 위에서는 뉴잉글랜드에서 자생하는 독말풀, 그리고 마녀를 규탄하는 레위기 20장 27절과 세일럼 마녀 재판이 열렸던 1693년이 표기된 천이 발견된다.
이들은 연속해서 이상 현상을 겪고 자신들이 다루고 있는 시체가 평범한 인간의 것이 아님을 알게 된다. 검시관은 당시 마녀 재판이 무고했던 제인 도의 혀를 잘라내고 사지를 꺾고 피부를 분리하고 그 밑에 문신을 하고 몸을 불태우는 등 갖은 고문 의식을 진행하여 오히려 그 과정에서 마녀를 창조한 것이라고 추정한다. 그리고 자신들 역시 사망 원인 규명 과정에서 아직 불가해하게 살아있던 제인 도의 신체를 훼손하며 부지불식간에 비슷한 형태의 고문을 가했다는 걸 깨닫는다.
검시관은 아들을 살리기 위해 본인 몸을 제인 도에게 희생 제물로 바치려 하고, 제인 도는 검시관에게 그간 자신이 당해온 그대로 되돌려주며 신체를 재생해나가기 시작한다.

## 출연
- 에밀 허시 - 오스틴 틸든 역
- 브라이언 콕스 - 토미 틸든 역
- 오필리아 러비본드 - 에마 로버츠 역
- 마이클 매컬해턴 - 셸던 버크 보안관 역
- 올웬 켈리 - 제인 도 역
- 제인 페리 - 웨이드 부서장 역
- 파커 소여스 - 주 경찰관 콜 역

## 기타 제작진
- 총괄 제작: 스튜어트 포드, 맷 잭슨, 스티븐 스퀼란테이